# Ecoallene

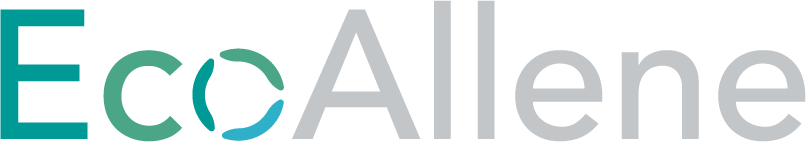
Logo EcoAllene a colori

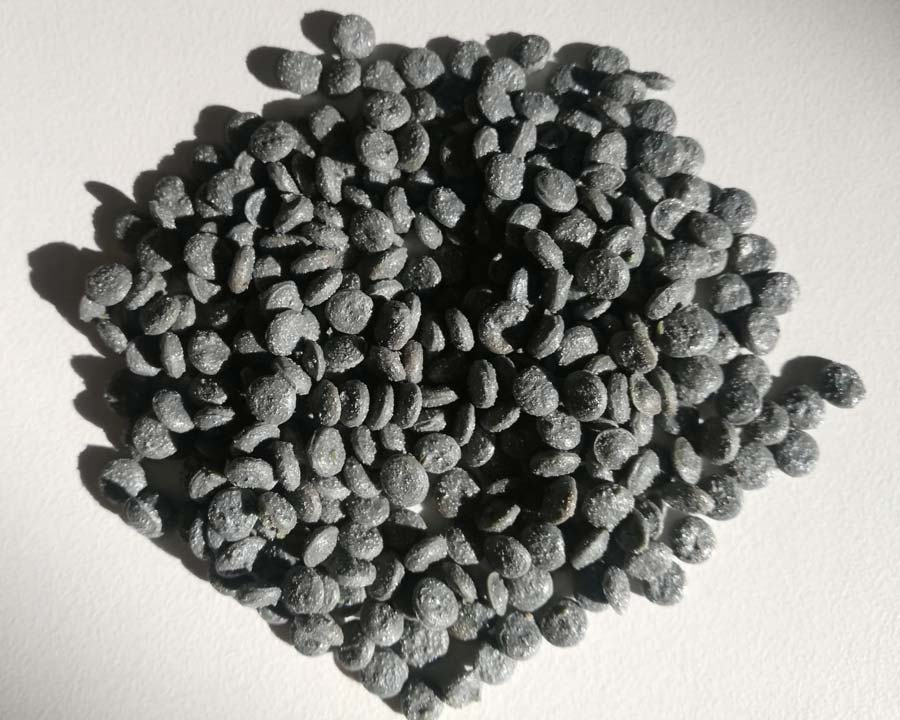
Granuli di ecoallene

L'ecoallene è una materia plastica ottenuta dal recupero contemporaneo delle frazioni plastiche (polietilene) e metalliche (alluminio) che compongono i poliaccoppiati, raccolti attraverso la raccolta differenziata. Può essere utilizzata per produrre svariati oggetti di uso comune. L'ecoallene è perciò classificabile come polietilene a bassa densità (LDPE), caricato con alluminio. 
La formula chimica di composizione dell'ecoallene è {\displaystyle {\ce {(C2H4) n + Al}}}
Attualmente sono stati sviluppati anche due differenti tipi di Composto chimico: 
- LDPE caricato alluminio, in blend al 10% con poliolefine da riciclo;
- LDPE caricato alluminio, in blend al 20% con base poliolefinica/poliammidica da riciclo.[1]

## Origini
L'ecoallene è una famiglia di materiali, agglomerati in un unico composto che deriva dalla lavorazione e riciclo di rifiuti poliaccoppiati (es. cartoni per bevande post consumo), senza che avvenga poi la separazione delle due componenti plastica e alluminio. La produzione dell'ecoallene si inserisce nella strategia di gestione dei rifiuti comunemente chiamata Zero Waste.

## Processo di produzione
Il processo di produzione dell'ecoallene parte dall'utilizzo delle componenti plastiche e di alluminio dei poliaccoppiati. Nella filiera di recupero dei poliaccoppiati composti da carta, plastica e alluminio, la componente cellulosa, che rappresenta nei casi più evidenti (ad esempio nell'utilizzo come involucro alimentare), fino al 75% del poliaccoppiato, viene normalmente separata grazie ad un lavaggio profondo e successivamente recuperata nel ciclo produttivo della cartiera. 
Le restanti componenti, plastica e alluminio, vengono invece sottoposte ad un trattamento in diverse fasi per essere trasformate in ecoallene e perdere così la qualifica di rifiuto:
- pulizia e lavaggio ulteriore per il recupero delle eventuali fibre di carta residue
- sminuzzamento fino a 1cm x 1cm del prodotto
- omogeneizzazione del composto per agglomerazione
- estrusione tramite riscaldamento ed eventuali aggiunta di cariche, additivi o altri prodotti da riciclo

Il risultato è un materiale plastico che conserva caratteristiche assimilabili ad un materiale plastico vergine.

## Tecnologie di lavorazione e applicazioni
L'ecoallene, come altre plastiche come ad esempio polipropilene, poliammide o polietilene, è utilizzabile per la creazione di svariati oggetti di uso comune. Ha caratteristiche di personalizzazione e stampaggio elevate, ripetibilità delle caratteristiche e presenta inoltre un effetto glitter costante dato dalle presenza nel composto di particelle di alluminio. 
Le tecnologie di lavorazione con le quali è possibile trasformare l'ecoallene sono le seguenti:
- Stampaggio a iniezione, tecnologia di lavorazione comunemente utilizzata per la produzione di componenti per auto, strutture di elettrodomestici, etc.
- Stampaggio rotazionale, tecnologia di lavorazione comunemente utilizzata per la produzione di cisterne, componenti d'arredo, giochi per parchi, segnaletica stradale, etc.
- Soffiaggio, comunemente utilizzato per la produzione di contenitori, taniche, cisterne, etc.
- Estrusione, comunemente utilizzata per la produzione di profili in genere, canaline elettriche passacavi, battiscopa, tubi, etc.

Ecoallene, nelle sue diverse formulazioni, entra come materiale plastico impiegato in alcuni degli esempi riportati in abbinamento alla tecnologia.